# Watertown, Massachusetts
Watertown är en stad (city, inte town) i Middlesex County i delstaten Massachusetts, USA.